# Roger Coudroy
Roger Coudroy, noto dai palestinesi col nome di battaglia Salah (Belgio, 1935 – Palestina, 3 giugno 1968), è stato un ingegnere e militante nazional-rivoluzionario belga con cittadinanza francese; appartenente al movimento paneuropeista neofascista Giovane Europa e successivamente militante di Fatah, era impegnato nella lotta armata in Palestina. Fu ucciso a colpi d'arma da fuoco dall'esercito israeliano durante uno scontro.

## Biografia
Nato in Belgio nel 1935, ha studiato e lavorato in Francia prima di trasferirsi in Medio Oriente per esercitare la sua professione.
Coudroy alla fine si sarebbe impegnato in Fatah ed avrebbe preso il comando di una brigata.
Ha scritto un libro, J'ai vécu la résistance palestinienne (Ho vissuto la resistenza palestinese) poco prima della morte.
Colpito dall'IDF il 3 giugno 1968, fu il primo europeo a morire sul fronte contro lo Stato di Israele.

## Opere
- J'ai vécu la résistance palestinienne, 1968